# 道の駅杉原紙の里・多可
道の駅杉原紙の里・多可（みちのえき すぎはらがみのさと・たか）は、兵庫県多可郡多可町にある国道427号の道の駅である。
東播磨・北播磨地域では初めて設置された道の駅。周辺は古くから伝わる和紙・杉原紙の産地で、北方3kmに迫る播州峠を越えると、播磨国から丹波国（兵庫県丹波市）に入る。
2016年7月23日まで道の駅R427かみの名称であった。

## 施設
- 駐車場
  - 普通車：16台
  - 大型車：4台
  - 身障者用駐車場：2台
- トイレ
  - 男：5
  - 女：5
  - 身障者用：1
- 公衆電話：1
- 物産館「かみ高地」（9:00 - 17:30）
- レストラン「車留満（シャルマン）」（9:00 - 17:00）

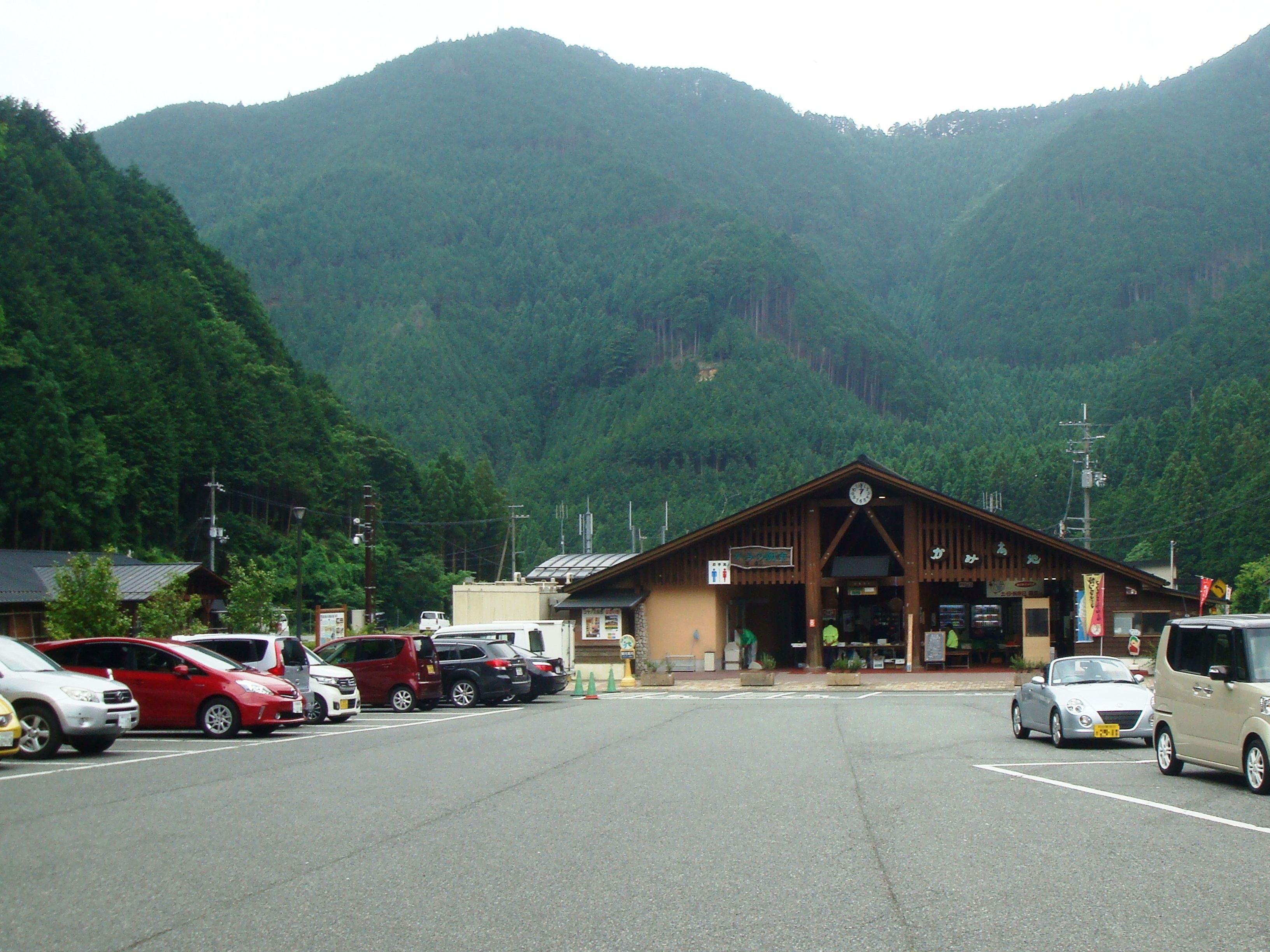
駐車場 (2018年6月)
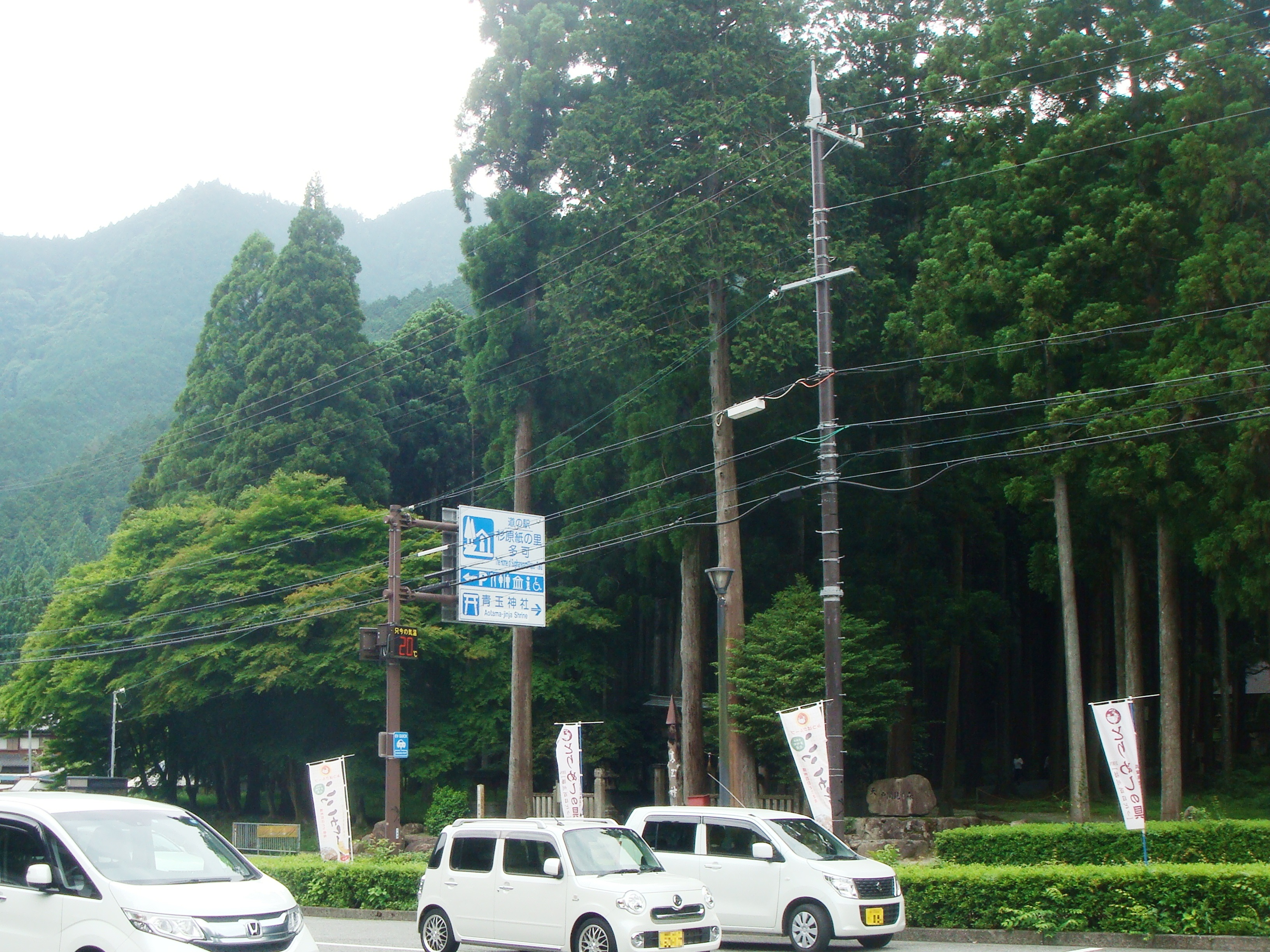
駐車場 (2018年6月)
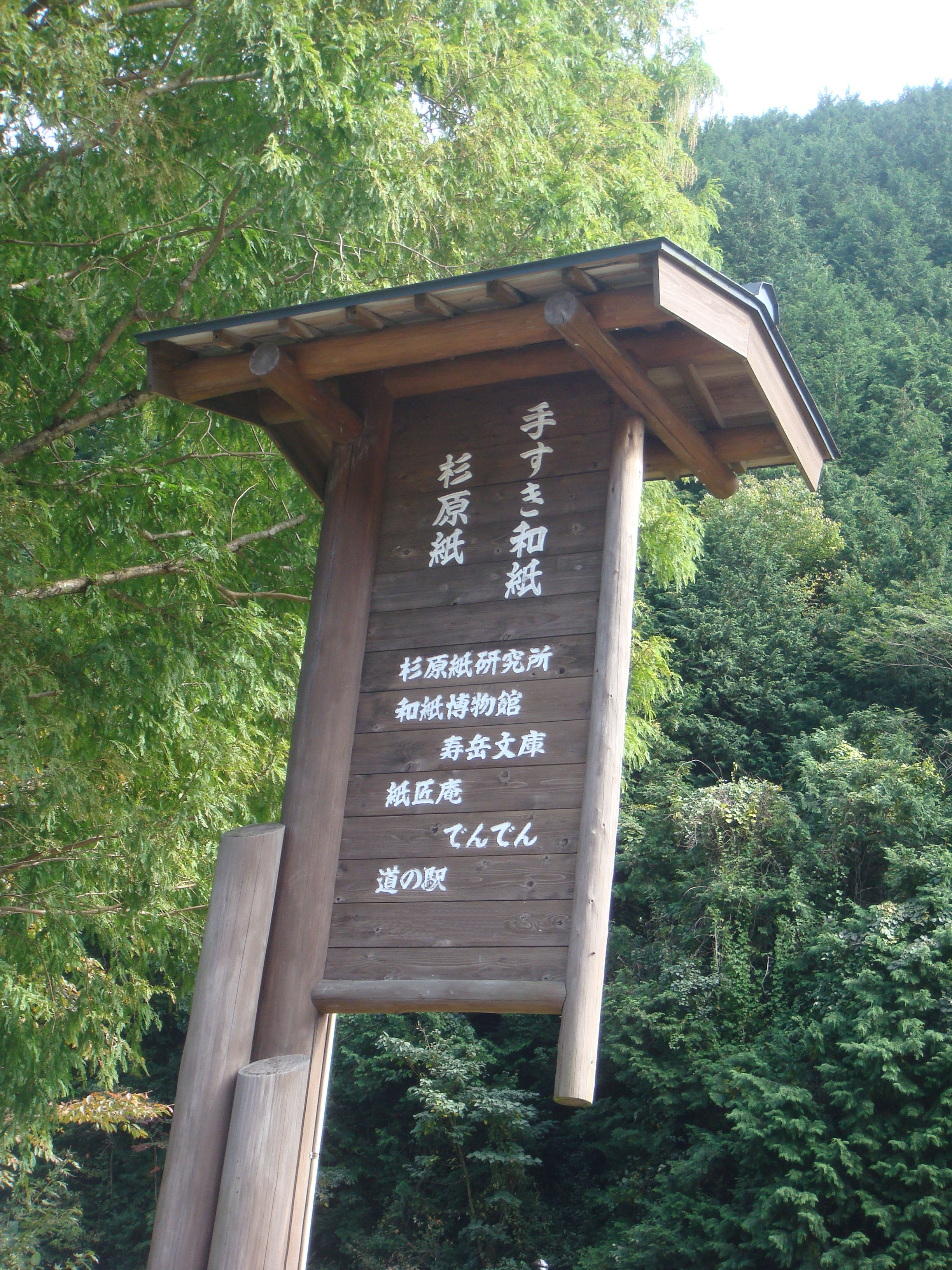
案内板(2019年10月)

### 管理団体
- 多可町（2005年10月31日までは加美町であった。）

## 休館日
- 毎週水曜日
- 年末年始

## アクセス
- 国道427号 - 登録路線
- ウイング神姫
  - 西脇市駅から山寄上行きに乗車、杉原紙の里バス停下車すぐ（本数少）
  - 西脇市駅から鳥羽上（とりまかみ）行きに乗車、終点下車徒歩5分

## 周辺

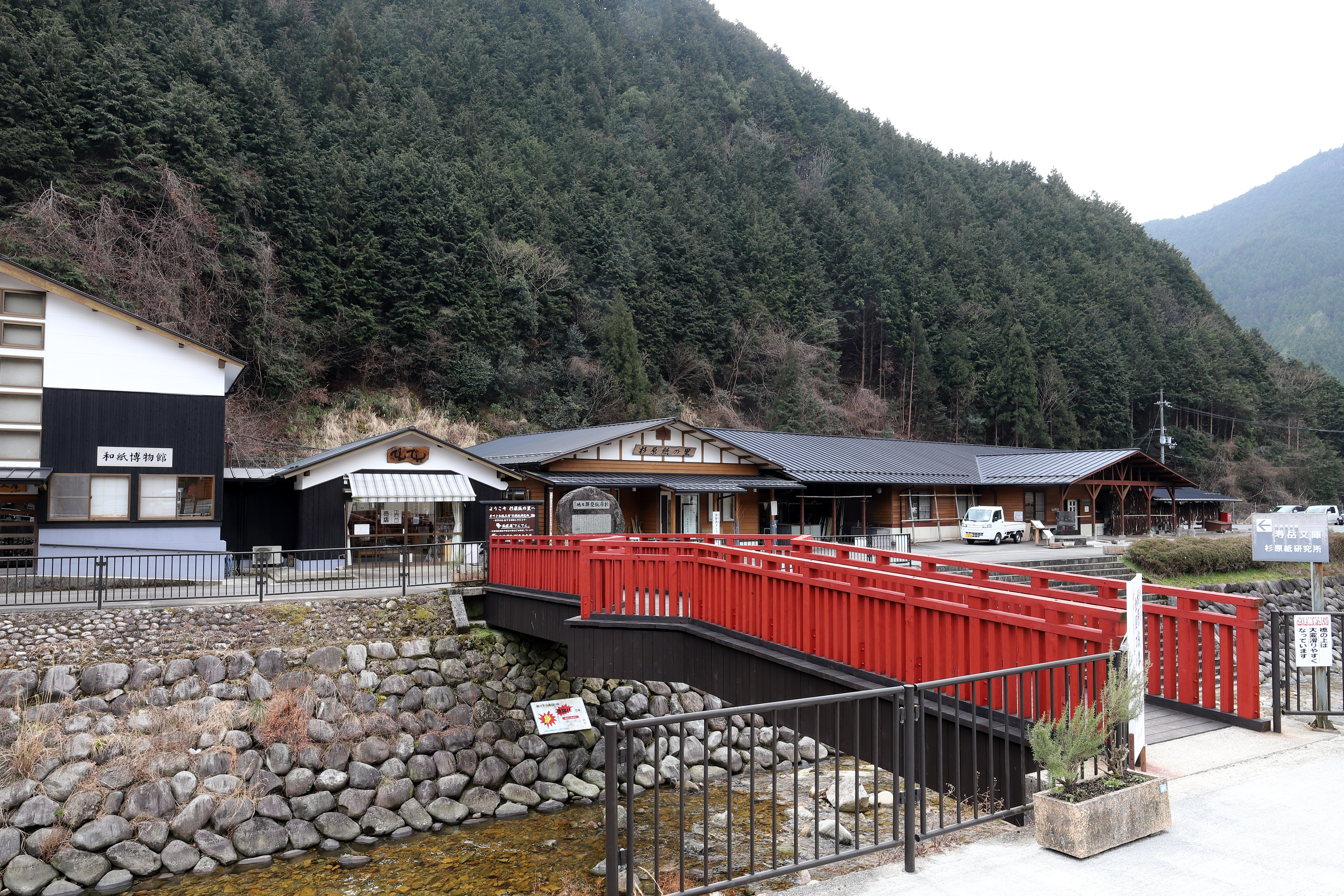
杉原紙研究所

- 青玉神社（国道427号向かい）
- 杉原紙研究所（杉原川の対岸）
- 紙匠庵でんでん（杉原紙研究所に隣接）
- 岩座神（いさりがみ）の棚田
- 農林業公園「ハーモニーパーク」
- 播州峠